# Phương Hồng Ngọc
Phương Hồng Ngọc (sinh ngày 1 tháng 4 năm 1954) là một ca sĩ hải ngoại nổi tiếng và là một ca sĩ trong "Lò" đào tạo của nhạc sĩ Nguyễn Đức trước 1975.

## Tiểu sử
Phương Hồng Ngọc tên thật là Nguyễn Thị Cẩm Hồng, sinh năm 1954 tại Cần Thơ, bà mang trong mình 3 dòng máu Việt, Hoa và Pháp. Từ nhỏ Cẩm Hồng đã đam mê văn nghệ, tập ca hát với năng khiếu trời cho. Năm 12 tuổi, bà lên Sài Gòn tham gia lò đào tạo của nhạc sĩ Nguyễn Đức.

## Sự nghiệp
Phương Hồng Ngọc là người nhỏ tuổi nhất trong ban Việt Nhi. Bà còn là thành viên của ban hợp ca Sao Băng nữ (để phân biệt với Sao Băng nam) cũng do Nguyễn Đức thành lập gồm Phương Hoài Tâm, Phương Hồng Hạnh, Phương Hồng Quế, Phương Hồng Ngọc, Phương Minh Châu, Phương Hồng Loan (vợ đạo diễn điện ảnh Lê Hoàng Hoa), Kim Anh (vợ nghệ sĩ cải lương Thành Được).
Ngoài ca hát, bà còn đóng phim với nghệ danh Cẩm Hồng và vào vai lúc bé của minh tinh Thẩm Thúy Hằng, sau này mới có được những vai diễn riêng cho mình, nổi tiếng nhất là phim Nắng chiều.
Sau năm 1975, bà ở lại Việt Nam tiếp tục hoạt động nghệ thuật cho đến 1985 thì sang Pháp định cư rồi sau đó sang Hoa Kỳ và hoạt động cho các trung tâm ca nhạc lớn. 
Năm 2016, lần đầu tiên bà về Việt Nam sau 30 năm xa xứ để trình diễn, sau đó bà thường về nước biểu diễn cho khán giả trong nước xem tại các phòng trà ca nhạc ở Thành phố Hồ Chí Minh.

## CD Âm nhạc
- Vân Sơn đại diện: Cho người tôi yêu
- Ca Dao Productions đại diện: Xa quê
- Giáng Ngọc 63: Từ ngày yêu em
- Trở về
- Trường Thanh 11: Đêm ngắn tình dài, với Trường Thanh
- Thúy Nga 18: Bóng người đi, với Anh Sơn, Huỳnh Thi
- Thúy Nga 21: Xé Thư Tình, với Du Song, Ngọc Hải
- Thúy Nga đại diện: Chuyện một người đi

## Trình diễn trên sân khấu

### Trung tâm Thúy Nga

#### Paris by Night
| STT | Ca khúc                                         | Thể hiện với    | Chương trình               | Năm  |
| --- | ----------------------------------------------- | --------------- | -------------------------- | ---- |
| 1   | Món Quà Kỷ Niệm (Y Vân)                         | solo            | Paris by Night 2           | 1986 |
| 2   | Tôi Biết Tôi Sẽ Buồn (Nhật Ngân)                | solo            | Giã Biệt Sài Gòn           | 1986 |
| 3   | Tình Yêu Đã Mất (Phạm Mạnh Cương)               | solo            | Paris by Night 3           | 1986 |
| 4   | Người Ở Lại Charlie (Trần Thiện Thanh)          | Duy Quang       | Giọt Nước Mắt Cho Việt Nam | 1987 |
| 5   | Nếu Xa Nhau (Đức Huy)                           | solo            | Paris by Night 4           | 1987 |
| 6   | Niềm Đau Dĩ Vãng (Phượng Linh)                  | solo            | Paris by Night 5           | 1987 |
| 7   | Chờ Người (Lam Phương)                          | Elvis Phương    | Paris by Night 5           | 1987 |
| 8   | Giã Từ Đà Lạt (Duy Khánh)                       | solo            | Nước Non Ngàn Dặm Ra Đi    | 1987 |
| 9   | Ảo Ảnh (Y Vân)                                  | solo            | Paris by Night 6           | 1988 |
| 10  | Mùa Xuân Đầu Tiên (Tuấn Khanh)                  | Phương Hồng Quế | Paris by Night 132         | 2022 |
| 11  | Thung Lũng Chim Bay (Việt Dzũng, Hoàng Ngọc Ẩn) | Phương Loan     | Paris by Night 133         | 2022 |

#### Chương trình Thúy Nga Music Box
| STT | Tên bài hát                                   | Thể hiện với               | Chương trình           | Năm  |
| --- | --------------------------------------------- | -------------------------- | ---------------------- | ---- |
| 1   | Ta Vui Ca Vang (Văn Phụng)                    | Thanh Lan, Phương Hồng Quế | Thúy Nga Music Box #36 | 2021 |
| 2   | Quen Nhau Trên Đường Về (Thăng Long, Đức Nội) | solo                       | Thúy Nga Music Box #36 | 2021 |
| 3   | Món Quà Kỷ Niệm (Y Vân)                       | solo                       | Thúy Nga Music Box #36 | 2021 |
| 4   | Giã Từ Đêm Mưa (Văn Phụng)                    | Thanh Lan, Phương Hồng Quế | Thúy Nga Music Box #36 | 2021 |

### Trung Tâm Asia
| STT | Ca khúc                                                                             | Thể hiện với                     | Chương trình | Năm  |
| --- | ----------------------------------------------------------------------------------- | -------------------------------- | ------------ | ---- |
| 1   | Chiều Làng Em (Trúc Phương)                                                         | Phương Hồng Quế, Phương Hoài Tâm | Asia 55      | 2007 |
| 2   | Mưa Sài Gòn, Mưa Hà Nội (Phạm Đình Chương)                                          | Phương Hồng Quế, Phương Hoài Tâm | Asia 56      | 2007 |
| 3   | Chúc Xuân (Thanh Sơn)                                                               | Phương Hồng Quế, Phương Hoài Tâm | Asia 57      | 2008 |
| 4   | Có Những Người Anh (Võ Đức Hảo)                                                     | Hợp ca Asia                      | Asia 58      | 2008 |
| 5   | Đáp Lời Sông Núi (Trúc Hồ)                                                          | Hợp ca Asia                      | Asia 58      | 2008 |
| 6   | LK Qua Cơn Mê (Trịnh Lâm Ngân), Cho Tôi Được Một Lần (Bảo Thu)                      | Phương Hồng Quế, Phương Hoài Tâm | Asia 58      | 2008 |
| 7   | LK Gái Xuân (Từ Vũ), Ca Khúc Mừng Xuân (Văn Phụng), Xuân Họp Mặt (Văn Phụng)        | Hợp ca Asia                      | Asia 60      | 2008 |
| 8   | LK Xuân Ca (Phạm Duy), Đón Xuân (Phạm Đình Chương), Xuân Nghệ Sĩ Hành Khúc (Lê Yên) | Hợp ca Asia                      | Asia 60      | 2008 |
| 9   | LK Ly Rượu Mừng (Phạm Đình Chương), Xuân Miền Nam (Văn Phụng)                       | Phương Hồng Quế, Phương Hoài Tâm | Asia 60      | 2008 |

## Phim đã tham gia
- Nàng (1970)
- Nắng chiều (1973)
- Giỡn mặt tử thần (1975)
- Xa và gần (1983) - vai Hằng

## Đời tư
Bà từng kết hôn với kịch sĩ Ngọc Đức, sau khi li hôn chồng tại Pháp bà sang Hoa Kỳ định cư và tái hôn với một doanh nhân ngành dầu khí.